# Czepca
Czepca (ros. Чепца, udm Чупчи́) — rzeka w europejskiej części Rosji. Przepływa przez terytorium Udmurcji i obwodu kirowskiego; główny lewy dopływ Wiatki o długości 501 km, z dorzeczem o powierzchni 20 400 км².
Swój bieg rozpoczyna na Wyżynie Wierchniekamskiej na północy Udmurcji, a do Wiatki uchodzi w pobliżu miasta Kirowo-Czepieck w obwodzie kirowskim. Nad jej brzegami położone są (kolejno od źródeł do ujścia): wieś Debiosy, posiółek Baleziny oraz miasta Głazow i Kirowo-Czepieck.
Dla Czepcy charakterystyczne są nagłe zmiany kierunku biegu (z północy na południowy zachód, a następnie na południowy wschód) i to, że jako rzeka typowo nizinna płynie szeroką doliną o łagodnych stokach. W niektórych miejscach dolina ma 1–5 km szerokości.
W Czepcy żyje wiele gatunków ryb: leszcze, płocie, liny, sumy, szczupaki, okonie i inne.

## Pochodzenie nazwy
Nazwa Czepca pojawia się w staroruskich latopisach z końca XII wieku. W "Opowieści o kraju Wiatskim" rzeka występuje we współczesnej formie zapisu. Zygmunt Herberstein w swoich "Zapiskach o Moskowii" nazywa Czepcę po swojemu Reczycą — najwyraźniej za nazwę rzeki wziął jej rosyjskie określenie.
Ludowa tradycja wiąże pochodzenie nazwy Czepca z carycą Katarzyną II Wielką, która jakoby przeprawiała się kiedyś przez tę rzekę i upuściła do wody swój czepiec.
Paweł Nikołajewicz Łupow uważał, że nazwę Czepca przynieśli z sobą pierwsi przesiedleńcy z Rusi, tak jak stało się z nazwą jednej z rzek wpadających do jeziora Woże (koło dawnego Księstwa Biełozierskiego).
Nazwa Czepca nie wywodzi się ani z udmurckiego, ani żadnego innego języka ugrofińskiego. Najbardziej prawdopodobne wydaje się wywiedzenie jej ze staroruskiego, od prasłowiańskiego rdzenia cep- (cepati-, cepiti-) odnoszącego się do czynności rozszczepiania, rozłamywania, co z czasem przyjęło zmiękczoną formę czep- i ostatecznie Czepca przez dodanie końcówki -ca (dla porównania Bystrzyca, Wierzyca itd). Nazwa niewątpliwie wiąże się z tym, że w odległej przeszłości ujście rzeki było "rozszczepione", co do dziś widać po śladach dawnego starorzecza. Udmurcka nazwa Чупчи została zapożyczona z rosyjskiego.